# Otto Gregussen
Otto Gregussen (* 15. September 1956 in Bodø) ist ein norwegischer Fischereifunktionär und Politiker der Arbeiderpartiet (Ap). Er war von Januar 1994 bis März 1996 Staatssekretär im Fischereiministerium, von März 2000 bis Oktober 2001 war er der Fischereiminister seines Landes.

## Leben
Gregussen machte von 1976 bis 1979 seine Ausbildung zum Fischereiökonom. Anschließend arbeitete er bis 1981 als Sachbearbeiter beim Fischereiverband Nordland fiskarlag. In der Zeit bis 1986 war er Sachbearbeiter bei Norges fiskarlag, danach übernahm er dort bis 1992 eine Position als Abteilungsleiter. Im Oktober 1992 begann er als politischer Berater für das damalige Fischereiministerium zu arbeiten. Am 7. Januar 1994 folgte die Ernennung zum Staatssekretär. Sowohl als politischer Berater als auch als Staatssekretär war er unter Fischereiminister Jan Henry Olsen aus der Regierung Brundtland III tätig. Seine Zeit als Staatssekretär endete am 15. März 1996.
Im Anschluss leitete Gregussen bis 1999 die norwegische Vereinigung für Fischzüchter, die Norske Fiskeoppdretteres Forening. Bis 2000 übernahm er die Leitung des Unternehmens Norshell. Am 17. März 2000 wurde er in der neu gebildeten Regierung Stoltenberg I zum Fischereiminister ernannt. Gregussen blieb bis zum Abtritt der Regierung am 19. Oktober 2001 im Amt.
Nach seiner Zeit in der Regierung war er bis 2003 Chef des Wirtschaftsverbandes Næringslivets Hovedorganisasjon (NHO) in der Region Trøndelag. Zwischen 2003 und 2006 arbeitete er in der norwegischen Botschaft in Washington, D.C. als Zuständiger für Fischereifragen. Bis 2008 fungierte er danach als Chef der Gesellschaft Access Mid-Norway, welche versuchte, Niederlassungen von internationalen Unternehmen in der Region Trøndelag zu fördern. Für die Fischereibehörde Fiskeridirektoratet war er zwischen 2009 und 2012 der Leiter der Regionalabteilung für Trøndelag. Im Jahr 2012 wurde er Direktor von Norges Sildesalgslag, einer Interessensgemeinschaft norwegischer Fischhändler. Später wurde er Generalsekretär von der Fischereiorganisation Fiskarlaget.